# Необережний мандрівник (фільм)
«Необережний мандрівник» (фр. Le Voyageur imprudent) — французький фантастичний фільм режисера П'єра Чернії, який транслювався в 1982 році, екранізація однойменного роману письменника-фантаста Рене Баржавеля.

## Сюжет
У розпал війни молодий солдат П'єр Сен-Мену зустрічає Ноеля Ессайона, фізика-хіміка похилого віку, який стверджує, що створив таблетку, завдяки якій з'являється можливість на кілька хвилин повернутися в минуле. Не довіряючи вченому, Сен-Мену просить спробувати цю неймовірну таблетку… яка справді відправляє його на декілька хвилин у минуле. Зберігаючи таємницю, двоє чоловіків вирішують знову зустрітися після завершення війни, щоб удосконалити винахід…

## У ролях
- Жан-Марк Тібо: Ноел Ессайон
- Тьєррі Лермітт: П'єр Сен-Мену
- Енн Кодрі: Анетт Ессайон
- Лілі Файо: Марі-Жан
- Жан Буїз: суддя Вінь
- Мішель Берро: М. де Сен-Мену
- П'єр Боннафет: Кассоннад
- Жульєн Буковський: Гаррігу
- Біллі Коллевей: офіцер
- Шарль Шаррас: керівник
- Даніель Шене: префект
- Жерар Кудер: опікун
- Ксав'єр Депраз: Мефісто
- Гі Дерс: хірург
- Джиллан Джилл: буфетниця
- Ніна Горскі: Анжель
- Ніколя Жиро: юний барабанщик
- Жан Гюро: барабанщик
- Олів'є Король: Бонапарт
- Анрі Лабуссьє: цензор
- Гі Лапорт: ювелір
- Клод Легрос: клерк
- Жан Ле Мюель: лейтенант
- Маріанн Лорс: баронесса
- Жерар Луссін: Колін
- Франсуа Носни: Фауст
- Анрі Пойре: охоронець
- Люк Сімоне: капітан
- Мішель Тюго-Доріс: Васньє
- Мішель Серро: диригент